# Eriococcus castanopus
Eriococcus castanopus är en insektsart som beskrevs av Tang och Hao 1995. Eriococcus castanopus ingår i släktet Eriococcus och familjen filtsköldlöss. Inga underarter finns listade i Catalogue of Life.